# イーサモン
『イーサモン (Ethermon)』は、NFT(Non Fungible Token)を使ったブロックチェーンゲーム。

## 沿革
2017年にイーサリアムベースのブロックチェーンゲーム『イーサエモン(Etheremon』として始動。
2018年に資金不足で開発が中止したが、2019年に一部のプレイヤーにより『イーサモン(Ethermon)』として再始動し、現在も開発が進められている。

## 概要
2Dの世界とDecentralandを拠点とした3D仮想世界の2つの世界において、『play to earn』モデルをベースとした開発が進められている。イーサモンのNFTを所有することで、イーサモンを2つの世界に連れてプレイすることが可能である。

## イーサモンの分類[2]

### 世代
モンは2021年現在、8世代が存在する。モンの「gen」は、最も高い「gen」を持つ祖先の「gen」に1を加えたものになっている。

### 属性
モンの種族は、17種類の元素のうち最大2種類の元素から力を得ており、これらの元素は長い時間をかけて互いに関係しながら進化してきました。バトルでは、それぞれのタイプが、その生態系の中にいる
他のタイプ1つに対して、強みと弱みを持つ (属性表はリンクに記載)。

### フォーム
イーサモンは、進化によりフォーム1～3に分類される。フォームは、特定のラダーの参加条件になる。

### ジェネシスとジェネシスリボーン
ジェネシスモンは、2017年頃から鋳造されてきたイーサリアムネットワーク上に存在するイーサモン。それに対してジェネシスリボーンは、2021年頃から鋳造されたPolygonネットワークに存在する復刻版のイーサモンである。外観として色が薄く、サイズが小さいことが特徴である。ステータスは、ジェネシスモンにわずかに低く設定されている。ジェネシスリボーンのイーサモンは、公式サイトのスターターストアで購入可能である。

## 育成

### レベルアップ
新しいモンが生まれると、経験値のないレベル1の状態からスタートする。トーナメントに参加したモンは、勝敗に関わらずEXPを獲得する。バトルに勝ったほうが負けたときよりも多くのEXPを獲得できる。それぞれのモンの獲得量は、モンスのレベル差に比例して決定される。例えば、低レベルのモンが高レベルのモンに勝った場合、敗れた高レベルの相手よりも多くのEXPを獲得することになり、レベル差が大きければ大きいほど、獲得できるEXPの量も多くなります。逆に、負けた高レベルのモンは、レベル差が大きいほど獲得できるEXPが少なくなる。

### ブースターシャドー
ブースターシャードは、特定のステータスを増加させるアイテムである。6つのブースターシャード(PA、SA、PD、SD、HP、SP)には、それぞれ3種の型(ひし形、六角形、四角形)が存在しており、それぞれのステータスについて3種すべての型を集めるとステータスを1ポイント増加することができる。ブースターシャードは、アドベンチャーモードで獲得することができる。

### 進化
モンを進化させる。進化には、一定のレベルに達成していること、そして進化させたいモンの3つの祖先がすべて揃う必要がある。モンが進化すると、レベルは1にリセットされ、基本ステータスが上昇する。進化したモンの一部のステータスが、レベルアップの際により高い割合で増加する（例：1レベル増加する毎に3ポイント増加のところ、6ポイント増加になる）。

## バトルシステム[2]

### バトルの仕組みとダメージ計算
オートバトルの勝敗は、1)～7)の条件で決定される。

1)バトルは1対1の対戦を3回行い、チーム編成の順に進む。

2)モン同士の攻撃は、スピードの速い方から交互に行う。

3)PAダメージ＝攻撃側のPA-防御側のPD。SAダメージ＝攻撃側のSA-防御側のSD。攻撃側のモンのPAとSAがそれぞれ相手のPDとSDを上回っていない場合は、最低でも10ポイントのダメージを与える。

4)攻撃時には、ランダムな確率で「クリティカルアタック」が発生し、攻撃側のモンのPAとSAが30％増加する。

5)1対1の対戦では、負けたモンのHP以上のダメージを与えた（つまり「ノックアウト」した）モンが勝者となる。

6)両方のモンのHPが残っている場合は、より多くのHPが残っているモンが勝者となる

7)相手のアタッカーを2体以上倒したプレイヤーがバトルの勝者になる。

### トーナメントモードと報酬システム
バトルは、トーナメントモードで行われる。チームには最大6体のモンが参加でき、アタッカーが3体、サポーターが3体まで編成可能。
アタッカーは、チームの中で戦いをリードするモン。各アタッカーは、相手チームの同じポジションのMonとマッチングし、自動的にシミュレートされバトルを行う。
サポーターはアタッカーに攻撃力と防御力のバフを与えることができるが、バトルには必須ではない。サポーターが効果を発揮するためには、1体のアタッカーの「祖先」か、同じ属性の「ギャルソン」である必要がある。
すべてのプレイヤーは、各6日間のトーナメントを250ポイントで開始される。トーナメントモードは、5つの対戦ラダーで構成。トーナメントモードは、(1)ビギナー(Level30以下、Form1のみ)、(2)インターミディエイト(Level60以下)、(3)エキスパート(Any Level)、
(4)マティック(Maticモン+オフチェーンモン)、(5)様々な条件 の計5つの対戦ラダーで構成され、順位に応じた報酬が配布される。

| 順位       | ビギナー | インターミディエイト | エキスパート | マティック |
| ---------- | -------- | -------------------- | ------------ | ---------- |
| Rank1      | 300      | 500                  | 500          | 400        |
| Rank 2-5   | 150      | 250                  | 250          | 200        |
| Rank 6-10  | 50       | 50                   | 50           | 50         |
| Rank 11-25 | 20       | 20                   | 20           | 20         |
| Rank 26-50 | 10       | 10                   | 10           | 10         |

- (5)様々な条件下でのトーナメントは、1回の勝利につき 0.5 emon獲得[8]

### エネルギーシステム
バトルエネルギーは、トーナメントモードで使用可能である。オフチェーンのエネルギーシステムによって供給され、12時間ごとに午後8時と午前8時（UTC）に供給される。
プレイヤーの環境により供給されるエネルギーが変わり、オフチェーンのモンスを使って無料でプレイしているプレイヤーは、10エネルギー、オンチェーンのモンを購入しているプレイヤーは、20エネルギー共有される。
トーナメントにおけるバトルには1戦あたり2エネルギー、トーナメントモードで新しいチームを結成するには4エネルギーが必要。（各ラダーに初めて参加するときはエネルギーは消費しない）。

### 祖先
サポーターである祖先は、その子孫のすべての攻撃ステータス（プライマリーアタック（PA）とセカンダリーアタック（SA））を10％増加させる。

### ギャルソン
サポーターであるギャルソンは、その属性を持つアタッカーの防御ステータス一次防御（PD）＆二次防御（SD)を10％増加させる。

### 属性
属性のアドバンテージは、アドバンテージを持つモンの攻撃力（PA/SA）と防御力（PD/SD）の全ステータスを30％増加させる。属性のアドバンテージがバトルに与える影響は、トーナメントモードで相手チームを最初に選択したときにプレビューですることが可能である。

## アドベンチャーモード[2]
2021年8月現在、アドベンチャーモードはリニューアルに向けて現在開発中。一定のETHまたはEMONを支払うことで、54のアドベンチャーサイトの1つをランダムに探索させることができるモード。一定時間が経過すると、ゲーム内通貨やブースターシャード、さらにアドベンチャーでしか捕まえられないレアなモンなど、様々なドロップ率で報酬を獲得できる。アドベンチャーサイトは54種あり、各種10個ずつ存在している。各アドベンチャーサイトの共同所有者は、プレイヤーから支払われたアドベンチャー料金の90％を土地所有者に分配される。残りの10％は、継続的なゲーム開発の支援に充てられる。

## ディセントラランド[2]
『ディセントラランド(Decentraland)』は、イーサリアムブロックチェーンを使ったリアルデジタル仮想空間。 イーサモンは、ディセントラランドのバトルグラウンド地区(668 LAND)の開発権を取得している。イーサモンは、ディセントラランドにPlay to earnのシステムを導入し、ブロックチェーンゲームの新たな体験を創造している。